# Paulo Ossião
Paulo Ossião (Lisboa, 5 de setembro de 1952), é um artista plástico e pintor aguarelista português. É  autor de uma vasta obra que se estende entre a pintura, cerâmica, desenho e escultura. Sendo reconhecido pelos  tons de azul utilizados nas suas obras e a  apreciada técnica de aguarela.

## Carreira
Paulo Ossião nasceu em 1952, em Lisboa.

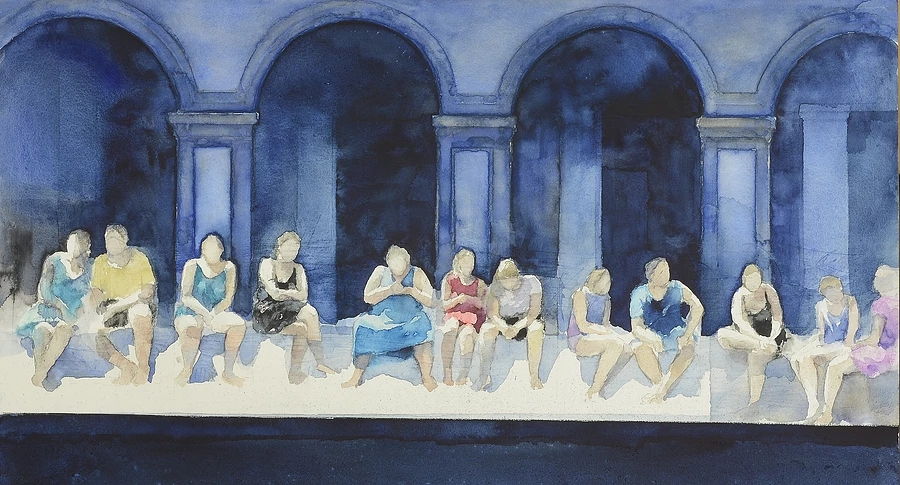
Aguarela de Paulo Ossião

É na década de oitenta que se dá a sua primeira internacionalização, através de um convite para integrar o conjunto de pintores do Instituto Europeu de Aguarela, o que lhe permitiu expôr a par do que de melhor se fazia em termos de Aguarela na Europa. Viajou e expôs durante uma década em conjunto com outros membros em Londres, Dublin, Belfast, Antuérpia, Haia, Bruxelas, Luxemburgo, Viterbo e Paris. Promoveu também duas exposições daquele Instituto em Lisboa, nomeadamente nas Galerias  "Janela Verde", e "Holly".
Relizou uma primeira exposição individual foi em 1984 em Cascais,  numa Galeria de nome "A Galeria". 
Seguiram-se dezenas , um pouco por todo o País - Lisboa, Estoril, Porto, Coimbra, Leiria, Ponte de Sôr, Barcelos, Tavira, Amarante, Torres Novas, Aveiro, Oeiras etc., e ainda colectivamente em muitas outras localidades .
Ao longo  da sua carreira foram realizadas algumas serigrafias das suas obras.
Colaborou sempre que lhe foi possível com as instituições de solidariedade social que o solicitaram,  como por exemplo a série de 2 dezenas de trabalhos que efectuou com utentes do "Centro 5ª. Essência de Albarraque", trabalhos a quatro mãos,  que resultaram em leilão de beneficência  em 2008, e ainda com várias outras organizações ligadas â deficiência.
Ilustrou com as suas aguarelas diversos livros, como “O Velho de Novo”, uma compilação de poemas de António Couto Viana, e o livro “Ser Ser,  Mãe Ser“, uma colectânea de poemas de Autores Portugueses sobre a Maternidade,  de Autoria de Paula Mateus.
Em 2002 editou o livro “Olhares” com desenhos e aguarelas suas,  e texto do crítico de arte Edgardo Xavier.
Está referido no dicionário de Pintura Portuguesa de Fernando Pamplona, na Biblioteca Nacional com cerca de uma dezena de referências, e na Biblioteca da Fundação Calouste Gulbenkian com cerca de 75 referências.
De 2003 a 2009 realizou workshops de técnica de aguarela em vários lugares cedidos pela Câmara de Cascais.
Para além das mais de 50 exposições individuais realizadas, decorreu uma exposição no Palácio Nacional de Mafra ,no âmbito das comemorações do tricentenário do convento.
Actualmente continua a realizar diversas exposições a nível Nacional e Internacional.

## Prémios e distinções
1981 - Menção Honrosa de Mérito Olissiponense no Palácio Foz;
1º Prémio de Aguarela pelo Rotary Club de Sintra;
Menção Honrosa no 2º Salão de Outono do Casino Estoril.
1982 - Menção Honrosa no 3º Salão de Outono do Casino Estoril. 
1983 - 1º Prémio de Aguarela pelo Rotary Club de Sintra;
Menção Honrosa no 4º Salão de Outono do Casino Estoril. 
1984 - Menção Honrosa no 5º Salão de Outono do Casino Estoril. 
1985 - Menção Honrosa no 6º Salão de Outono do Casino Estoril. 
1987 - Prémio Câmara Municipal de Oeiras; Prémio Região de Turismo do Nordeste Transmontano;  
1º Prémio de Aguarela pelo Rotary Club de Sintra. 
1990 - Prémio Carlos Botelho, da Câmara Municipal de Lisboa.
1993 Membro do Instituto Europeu de Aguarela.
1990 – Prémio Carlos Botelho, da Câmara Municipal de Lisboa. 
2021 – Prémio de Pintura da Academia de Marinha.
2024 – Nomeado Pintor de Marinha